# エアキャッスル
エアキャッスル(Air Castle)は、セガ・エンタープライゼスが1987年に発売したセガ・マークIII/マスターシステム用RPG『ファンタシースター』に登場する架空の城である。ゲーム中のナレーション及び台詞中では「エアロキャッスル」という名前になっている。

## 概要
ストーリーが進行するにつれ、主人公アリサの敵役ラシークの居城としてその名前が耳に入るようになる。パルマ星の上空に浮かんでいるが、地上からその姿を見ることはできない。終盤、パルマ星バヤマーレの塔最上階の見晴台より、エアロプリズムをかざすことで姿を現す。その直後、ラエルマベリーの効力により翼が生え巨大化したミャウがパーティを乗せ天空に飛び立つ。

## 内部
突入直前、戦闘不可避かつ自己回復能力を持つモンスターの「ゴールドドレイク」が立ちはだかる。巨大化し飛翔中であるはずのミャウも通常攻撃にて戦闘に参加する。ただし、PlayStation 2用ソフト「Generation I」では、パーティのエアキャッスル到着後の飛来という形で登場する。
上陸後は、荘厳な洋城を思わせたバヤマーレからの景観とはうって変わり、数件の居住物と、ダンジョンへの入り口があるのみである。グラフィック的にはいずれも地上での居住区とモタビア総督の家の流用で、当時の容量にデータを限界まで詰め込んだという開発秘話がある。
居住物には無言、あるいは一言のみ発する老人が居り、モンスターサーペントが出現する家もある。
バヤマーレの塔～ゴールドドレイク戦～エアキャッスル内部～ラシーク戦まで、回復ポイントが一切存在しないため
サイコウオンドの戦闘離脱効果を利用しなければラシーク戦までを戦い抜くのはかなり難しい。

## ハマリ
ゲーム中最大のハマリ場所である。エアキャッスル上陸後、
1. アリサが死亡またはMP7以下で、移動マジック「トルーパ」が使用不可
2. ミャウが死亡しており、地上への飛翔不可
3. ルツが死亡またはMP11以下で、死者蘇生マジック「リーバス」が使用不可
4. トランカーペットを持っていない

この4つの条件が揃った状態でセーブすると、地上に戻る手段が完全に無くなり、別ポイントでのバックアップが無ければ、ゲームスタートからのやり直しとなる。バヤマーレの塔突入後から本ダンジョンでのラシークとの決戦まで回復・補給ポイントが一つも無い最大の長丁場のため、この状態が起きやすい。

## 続編でのその後
城主ラシーク没後、本城の行方は描かれずエンディングを迎える。続編『ファンタシースターII 還らざる時の終わりに』でパルマ星の爆発消滅があったにも関わらず、その跡地といえるアステロイドベルト（小惑星帯）の中で約千年間漂っていたことが『ファンタシースター 千年紀の終りに』で明らかになる。なお同作にて、ゾンビとなり約二千年ぶりに蘇ったラシークと、アリサの遺志を受け継いだ主人公パーティが再び宇宙空間に浮かぶエアキャッスルにて対決する。